# آنسیه
انسیر (به فرانسوی: Ancier) یک کمون در فرانسه است که در Canton of Gray واقع شده‌است.

## خصوصیات
انسیر ۴٫۴۲ کیلومترمربع مساحت و ۴۷۰ نفر جمعیت دارد.